# Aleksandr Samedov
Aleksandr Sergejevitsj Samedov (Russisch: Александр Серге́евич Самедов) (Moskou, 19 juli 1984) is een Russisch voetballer die doorgaans als rechtsbuiten speelt. Hij verruilde Lokomotiv Moskou in januari 2017 voor Spartak Moskou. Samedov debuteerde in 2011 in het Russisch voetbalelftal.

## Clubcarrière
Samedov debuteerde op het hoogste niveau in 2002 als speler van Spartak Moskou. In juli 2005 werd hij voor een bedrag van 4 miljoen euro verkocht aan Lokomotiv Moskou. Samedov slaagde er niet in om zich door te zetten bij Lokomotiv, waardoor hij in 2008 naar FK Moskou werd getransfereerd. Na een geslaagde periode bij Moskou vertrok hij in januari 2010 naar Dinamo Moskou. Daar maakte Samedov in twee seizoenen negen doelpunten in 69 competitiewedstrijden. Op 27 juni 2012 werd hij voor een bedrag van 8 miljoen euro verkocht aan Lokomotiv Moskou, waar hij eerder speelde tussen 2005 en 2008. In zijn eerste seizoen kwam hij tot 26 optredens in competitieverband. Ook in de seizoenen daarna was Samedov een vaste waarde in het elftal van Lokomotiv.

## Interlandcarrière
In september 2011 werd Samedov voor het eerst opgeroepen voor Rusland. Op 7 oktober 2011 debuteerde hij in het nationaal elftal in een EK-kwalificatiewedstrijd tegen Slowakije, waarin hij op het veld kwam als invaller voor Alan Dzagojev. In de zomer van 2014 speelde Samedov mee in de drie groepswedstrijden op het wereldkampioenschap voetbal, waarvan geen werd gewonnen. Op 21 mei 2016 werd hij opgenomen in de Russische selectie voor het Europees kampioenschap voetbal 2016 in Frankrijk. Daar werd de selectie onder leiding van bondscoach Leonid Sloetski in de groepsfase uitgeschakeld na een gelijkspel tegen Engeland (1–1) en nederlagen tegen Slowakije (1–2) en Wales (0–3). Samedov nam in juni 2017 met gastland Rusland deel aan de FIFA Confederations Cup 2017, waar het in de groepsfase werd uitgeschakeld. In mei 2018 werd Samedov door bondscoach Stanislav Tsjertsjesov geselcteerd voor het wereldkampioenschap in eigen land.